# カシュカダリヤ州
座標: 北緯38度50分 東経66度5分 / 北緯38.833度 東経66.083度
カシュカダリヤ州（ウズベク語: Qashqadaryo viloyati、ロシア語: Кашкадарьинская область）は、ウズベキスタンの地方行政区画。ウズベキスタン南部のカシュカダリヤ川沿岸、パミール山脈山麓部に位置し、サマルカンド州、ブハラ州、スルハンダリヤ州のほか、トルクメニスタン、タジキスタンに隣接する。

## 概要
カシュカダリヤ州は13の地区に分けられる。州都カルシ（人口17.7万人）のほか、主要都市として、シャフリサブズ、キタブ、カサン、ムバレク、ヤッカバグ、グザル、カマシがある。
気候は典型的な大陸性気候であり、一部に亜熱帯気候の地域もある。主要な農業生産物は綿花や畜産物であり、タリマルジャン貯水池などの灌漑設備が発達している。
石油、天然ガスなどの天然資源を産出する。工業部門では、ムバレフ石油・ガスプラントに代表される石油化学工業のほか、羊毛処理、織物、食品加工、建設資材採掘などが盛んである。
州内の鉄道の総延長は350km、舗装道路の総延長は4,000kmに達する。
州内のシャフリサブズは、ティムールの出生地でもあり、重要な観光資源となっている。
また、カルシ郊外にはカルシ・ハナバード空軍基地が置かれ、2001年から2005年までアメリカ空軍も利用していた。2005年5月にアンディジャンで起きた民主化要求をカリモフ政権が武力鎮圧したため、米国政府はこれを批判。これに反発したウズベキスタン政府が米軍の撤退を要求したため、現在同基地には外国の軍隊は駐留していない。

## 地方行政区画

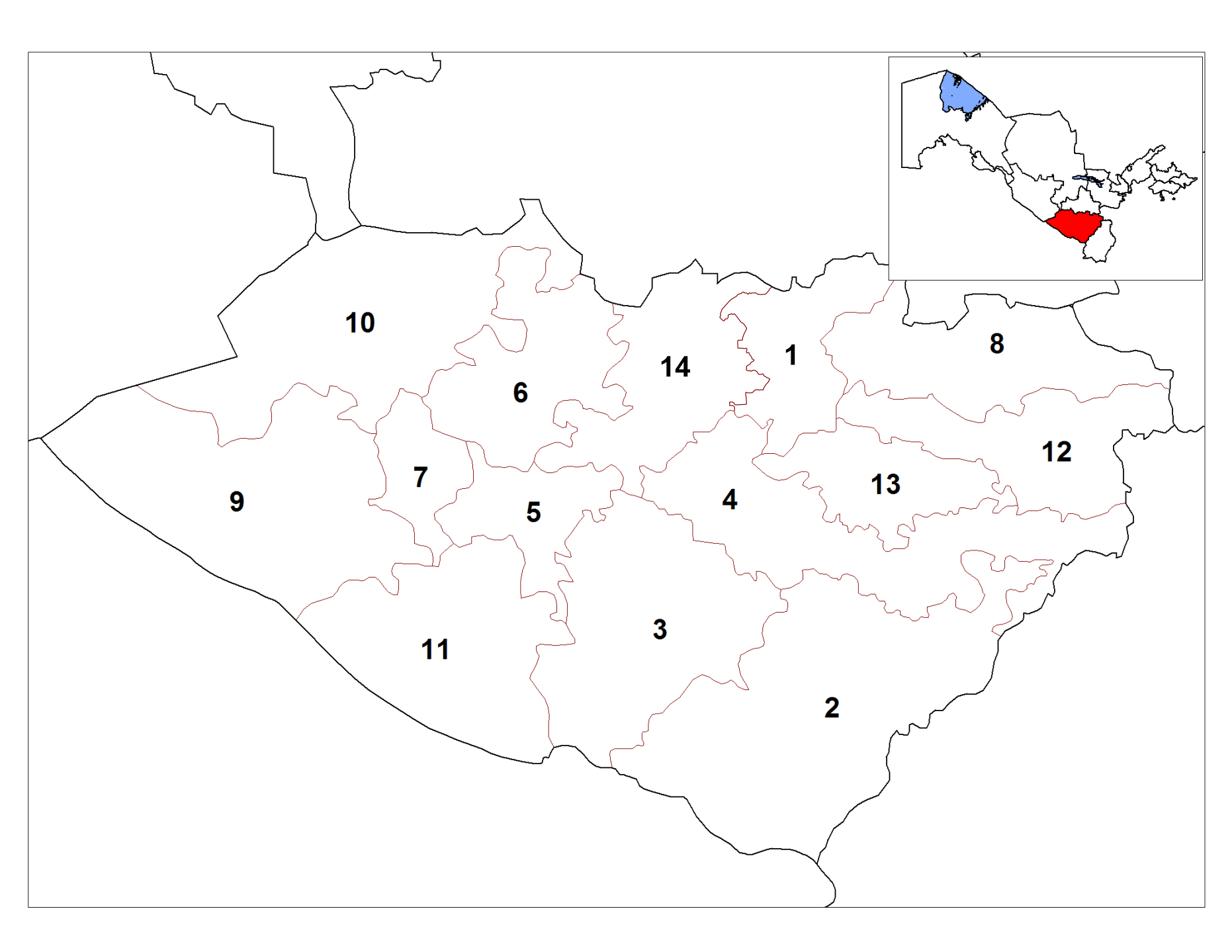
カシュカダリヤ州の地方行政区画

|    | 地区名             | ウズベク語表記 | 行政機関所在地         | ウズベク語表記  |
| -- | ------------------ | -------------- | ---------------------- | --------------- |
| 1  | チラクチ地区       | Chiroqchi      | チラクチ               | Chiroqchi       |
| 2  | デフカナバード地区 | Dehqonobod     | カラシナ               | Karashina       |
| 3  | グザル地区         | Gʻuzor         | グザル                 | Gʻuzor          |
| 4  | カマシ地区         | Qamashi        | カマシ                 | Qamashi         |
| 5  | カルシ地区         | Qarshi         | ベシュケント           | Beshkent        |
| 6  | カサン地区         | Koson          | カサン                 | Koson           |
| 7  | カスビ地区         | Kasbi          | ムグラン               | Muglan          |
| 8  | キタブ地区         | Kitob          | キタブ                 | Kitob           |
| 9  | ミリシュコール地区 | Mirishkor      | ヤンギ・ミリシュコール | Yangi Mirishkor |
| 10 | ムバレク地区       | Muborak        | ムバレク               | Muborak         |
| 11 | ニシャン地区       | Nishon         | ヤンギ・ニシャン       | Yangi-Nishon    |
| 12 | シャフリサブズ地区 | Shahrisabz     | シャフリサブズ         | Shahrisabz      |
| 13 | ヤッカバグ地区     | Yakkabogʻ      | ヤッカバグ             | Yakkabogʻ       |

## 主要都市
- カルシ (Qarshi, 州都)
- シャフリサブス (Shahrisabz)
- カサン (Koson)
- キタブ (Kitob)
- カマシ (Qamashi)
- ムバレク (Muborak)
- ヤッカバグ (Yakkabogʻ)
- グザル (Gʻuzor)
- チラクチ (Chiroqchi)
- ベシュケント (Beshkent)
- ヤンギ・ニシャン (Yangi-Nishon)
- タリマルジャン (Talimarjon)